# Smittoidea reticulata
Smittoidea reticulata is een mosdiertjessoort uit de familie van de Smittinidae. De wetenschappelijke naam van de soort is voor het eerst geldig gepubliceerd in 1842 door MacGillivray.